# Балонн (графство)
Графство Балонн  (англ. Shire of Balonne) — район местного самоуправления, расположен в Квинсленде у границы с Новым Южным Уэльсом приблизительно в 500 километрах от восточного побережья Австралии. Площадь района составляет 31 150 км².
По территории района протекают реки, привлекающие любителей рыбалки, ищущих золотого окуня (Macquaria ambigua) и мюррейскую треску (Maccullochella peelii):
- Балонн
- Баруон
- Калгоа
- Мараноа
- Муни
- Нарран

На территории графства находятся следующие населённые пункты:
- Альтон (Alton)
- Боллон
- Булба (Boolba)
- Дирранбанди
- Мангиндай
- Ниндигалли (Nindigully)
- Сент-Джордж
- Таллон
- Хебел

Проводятся ежегодные мероприятия:
- Кантри-шоу и родео
- Карнавал гольфа
- Мотоциклетное ралли на выносливость
- Соревнование по лову рыбы
- Шоу шерсти, ремёсел и цветов

Территория района включает Альтон (национальный парк)